# Club Deportivo Jorge Wilstermann
Maillots
Le Club Jorge Wilstermann est un club bolivien de football basé à Cochabamba. Il est nommé en l'honneur du pilote d'avion Jorge Wilstermann. 
Le club est demi-finaliste de la Copa Libertadores en 1981 et quart de finaliste en 2017.

## Palmarès
- Championnat de Bolivie : (15)
  - Champion : 1957, 1958, 1959, 1960, 1967, 1972, 1973, 1980, 1981, 2000, Clo. 2006, Ouv. 2010, Clo. 2016, Ouv. 2018, Clo. 2019

- Coupe de Bolivie (en)  : (3)
  - Vainqueur : 1976, 1991, 1998
  - Finaliste : 1989, 2002

## Entraineurs
Liste des entraineurs depuis 1988.